# Stenocrates canuli
Stenocrates canuli är en skalbaggsart som beskrevs av Juan A. Delgado 1991. Stenocrates canuli ingår i släktet Stenocrates och familjen Dynastidae. Inga underarter finns listade i Catalogue of Life.